# Малый фигурный клит
Малый фигурный клит (лат. Chlorophorus sartor)  — вид жуков-усачей из подсемейства настоящих усачей. Распространён в Европе (кроме Северной), на Кавказе, в Турции, на Ближнем Востоке и в Иране. Длина тела взрослых насекомых 7—10 мм. Кормовыми растениями личинок являются различные широколиственные деревья: дуб, вяз, лещина и др.